# Ołbin

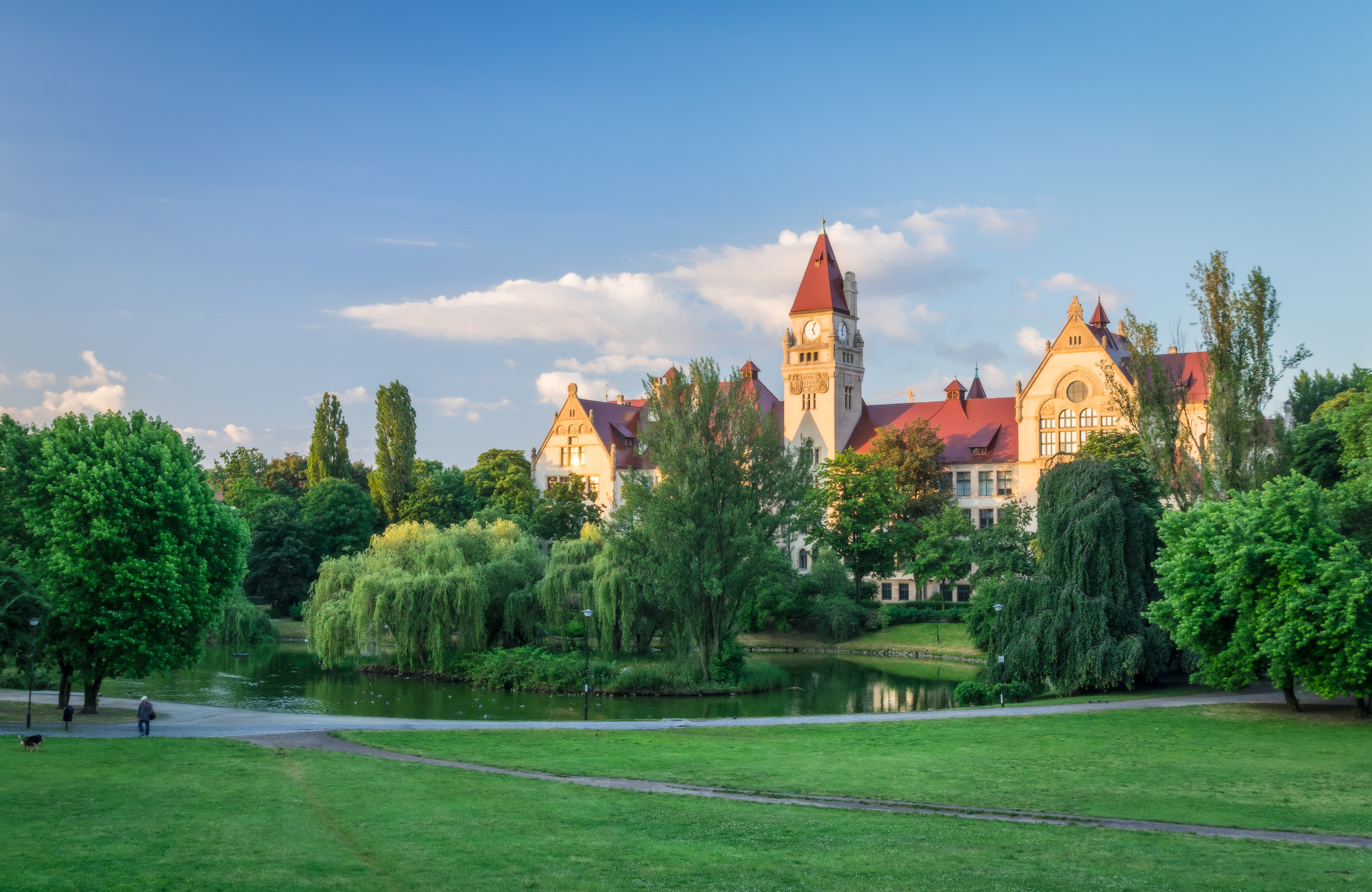
Park Nowowiejski, w głębi gmach Wydz. Architektury PWr

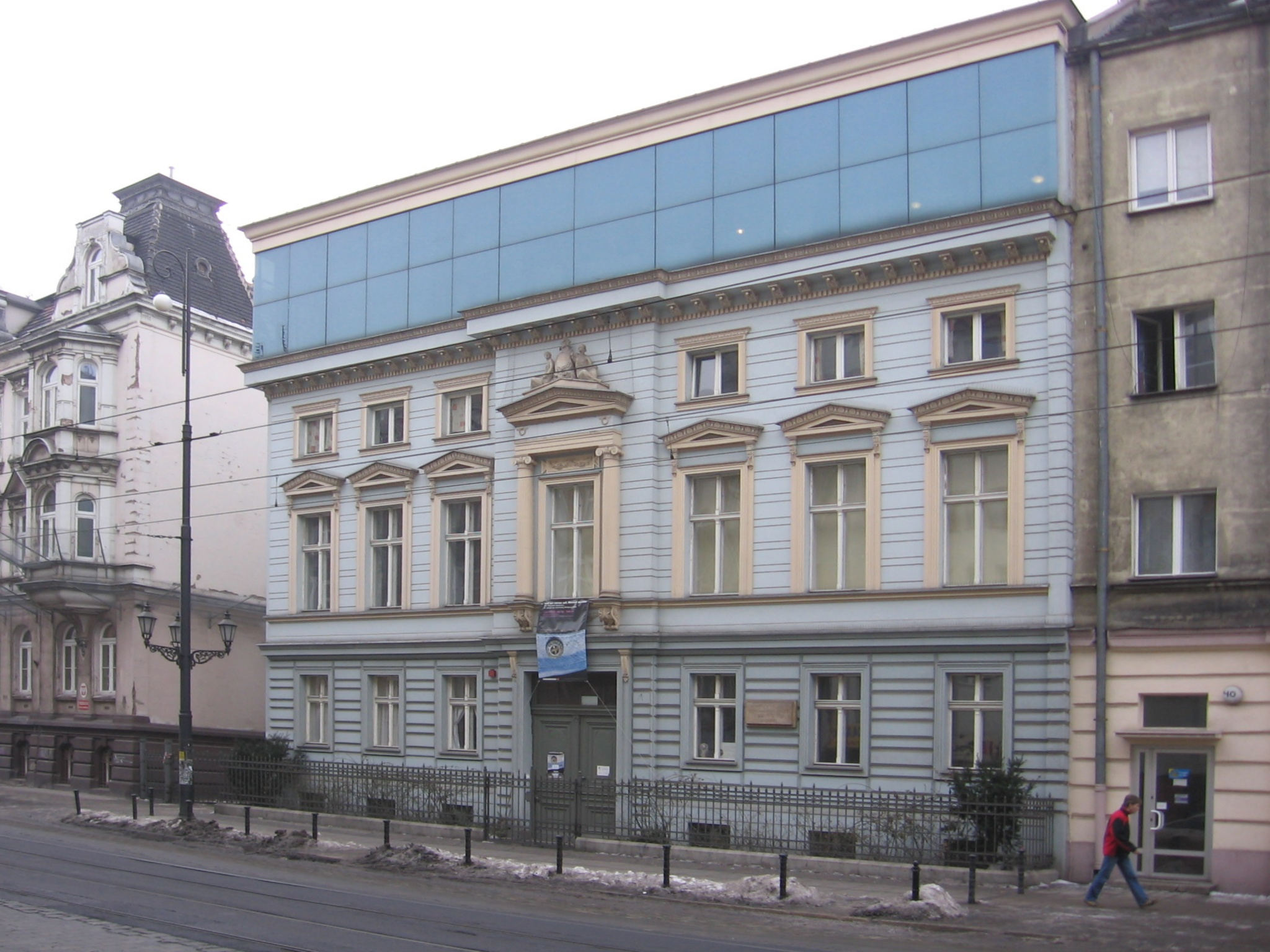
Ołbin, ul. Nowowiejska 38
dom rodzinny Edyty Stein

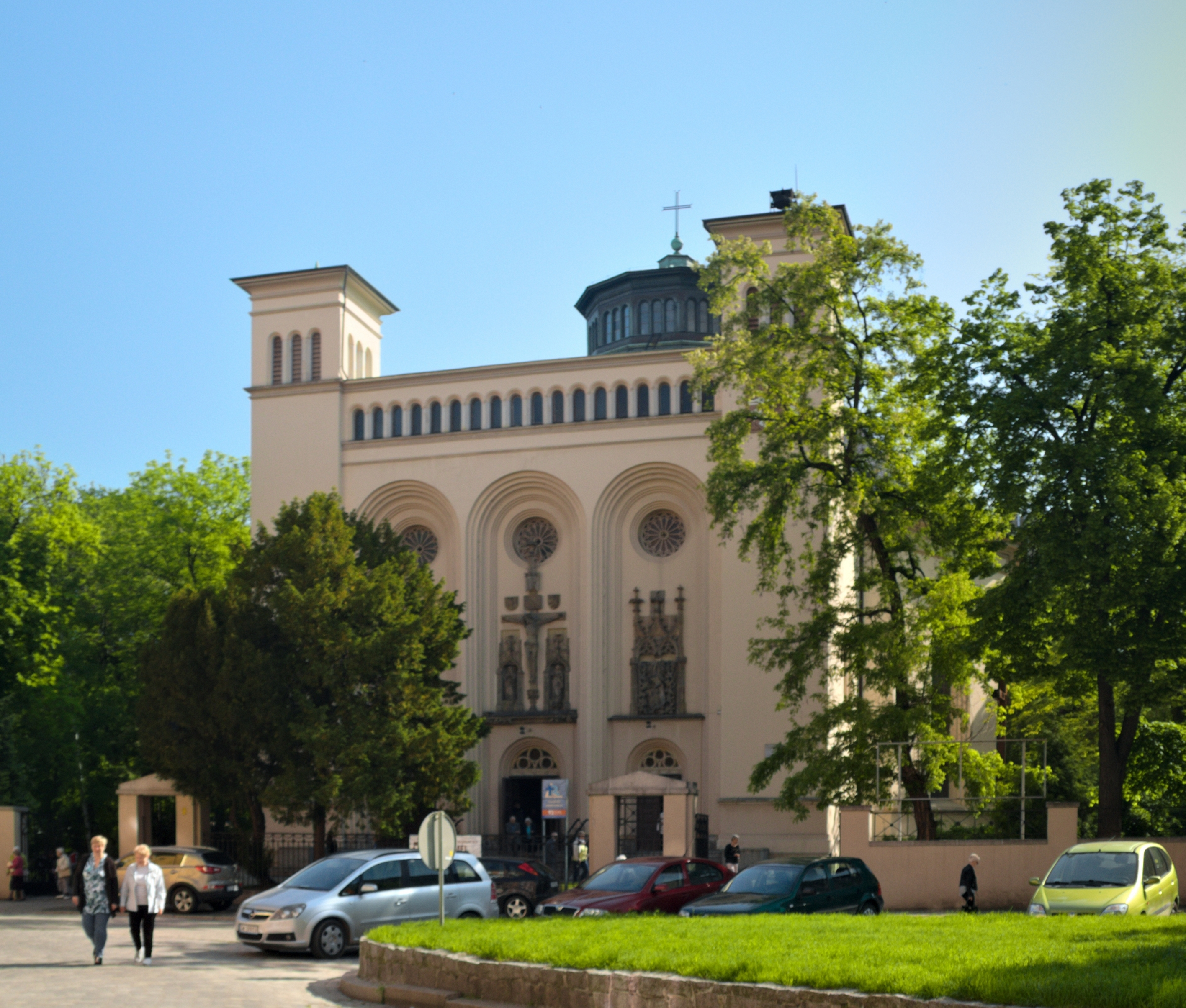
Kościół Opieki św. Józefa

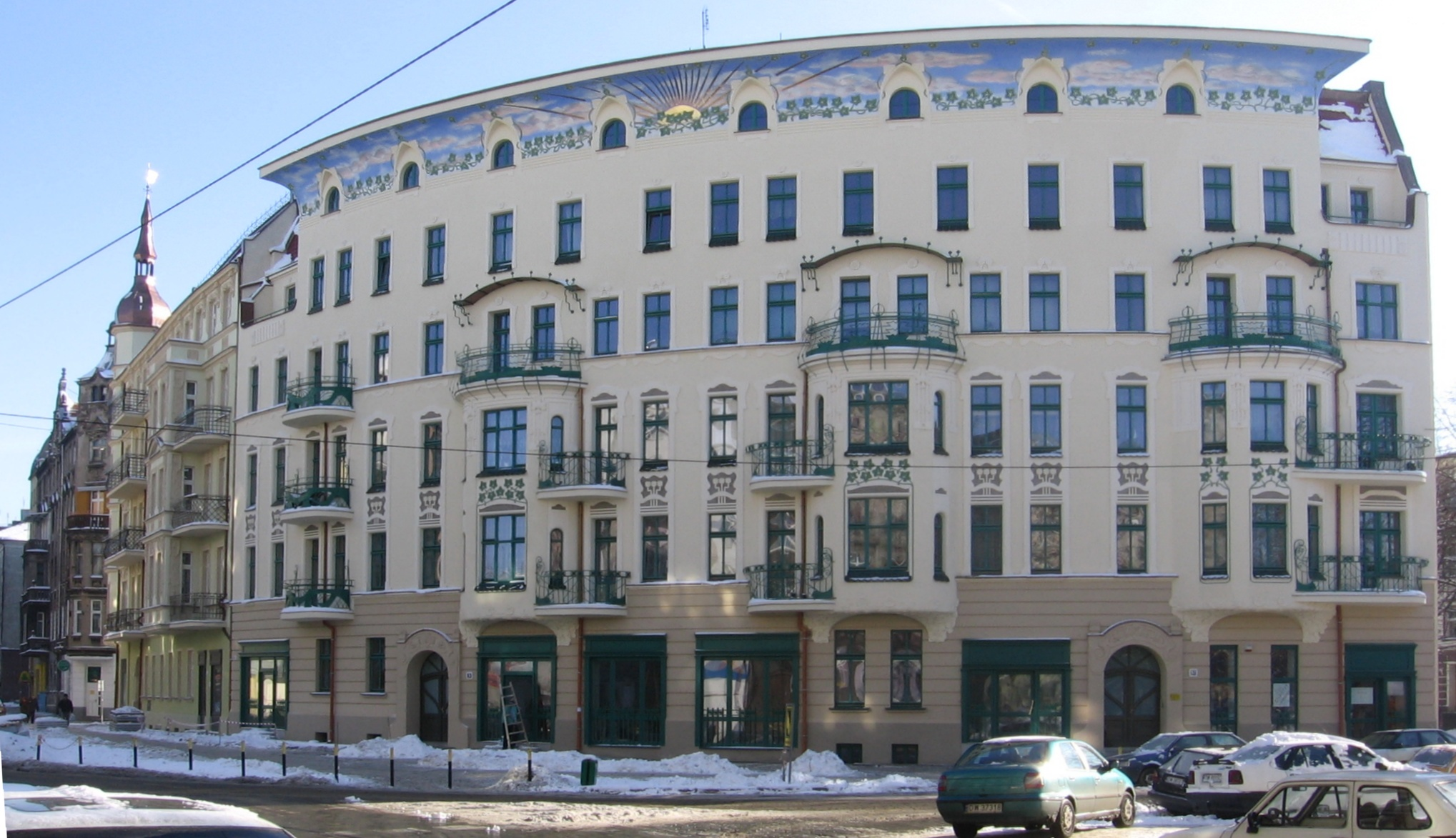
Secesyjna półokrągła kamienica na rogu Prusa i Świętokrzyskiej

Ołbin (niem. Elbing, także Der Vicenz Elbing) – osiedle we Wrocławiu, na północ od Ostrowa Tumskiego, zalążek osadnictwa we Wrocławiu, lokalizowany w rejonie współczesnych ulic Wyszyńskiego, Nowowiejskiej i Prusa, w pobliżu obecnego kościoła św. Michała Archanioła. Kościół ten wybudowano w XIX wieku na miejscu ufundowanego w latach 30. XII w. przez komesa Piotra Włostowica opactwa benedyktyńskiego św. Wincentego, zburzonego w 1529 w obliczu zagrożenia miasta najazdem tureckim. Opactwo położone było nad brzegiem Odry, obecnie, w wyniku blisko tysiącletnich zmian jej koryta oraz zasypania starorzeczy i części fosy, kościół św. Michała znajduje się kilkaset metrów od rzeki i tylko współczesny Park Stanisława Tołpy i znajdujący się w nim staw pozostaje reliktem przeszkód wodnych w ówczesnym systemie umocnień.

## Nazwa
Miejscowość po raz pierwszy zanotowana w łacińskim dokumencie z 1175 roku jako Olbinum we fragmencie „in Olbino”. Notowana także w 1202 jako Olpinow, 1253 Vlbim oraz Uolbim, 1264 Olbina, Albingum, Olbingum, Elbinga.
Znaczenie nazwy Ołbin nie jest jednoznaczne. Najczęściej wywodzi się je od imienia Albin, ale językoznawcy podają także inne wywody np. niemiecki językoznawca Paul Hefftner jako jedno z możliwych znaczeń podaje słowo „łabędź”.
W spisanym po łacinie dokumencie średniowiecznym wydanym we Wrocławiu 26 lutego 1253 roku, który sygnował książę śląski Henryk III Biały, miejscowość wymieniona jest pod nazwą Vlbim.
Miejscowość została wymieniona w zlatynizowanej formie Olbino w łacińskim dokumencie wydanym 10 sierpnia 1201 roku przez kancelarię papieża Innocentego III wydanym w Segni. W księdze łacińskiej Liber fundationis episcopatus Vratislaviensis (pol. Księga uposażeń biskupstwa wrocławskiego) spisanej za czasów biskupa Henryka z Wierzbna w latach 1295–1305 miejscowość wymieniona jest w zlatynizowanej formie Olbingo.
Olbin (Elbing) według Domańskiego jest nazwą dzierżawczą pochodzącą od przezwiska Olba (Albin). Obecna forma Ołbin przyjęła się w powszechnym użyciu po raz pierwszy na planie Wrocławia z 1972.

## Historia
Ołbin pozostawał w większej swej części aż do początku XIX wieku poza granicami i poza murami miasta Wrocławia. Tylko część Ołbina, związana ściśle z przedpolem miejskich fortyfikacji, włączona została pod zarząd miasta już w 1768 i 1800. Leżąc na północnym, „polskim” brzegu Odry często był plądrowany przez oblegające Wrocław armie bądź – jak w XVI wieku – niszczony przez obrońców miasta w celu uniemożliwienia tym armiom znalezienia schronienia w trakcie oblężenia. Po zdobyciu Wrocławia w 1807 przez wojska napoleońskie i decyzji okupujących go władz o zburzeniu fortyfikacji miejskich i zasypaniu części fosy Ołbin został, wraz z kilkoma innymi graniczącymi z lokacyjnym Starym Miastem przedmieściami, włączony w 1808 w granice miasta Wrocławia jako część Przedmieścia Odrzańskiego.
Na zachodnim skraju Ołbina, przy ulicy Ołbińskiej nr 1, przy zbiegu z dzisiejszymi ulicami Krętą i Jedności Narodowej znajdowała się wpierw (od XIV w.) kaplica św. Hieronima, potem kościół św. Urszuli i Jedenastu Tysięcy Dziewic (dziś jest to Kościół Opieki św. Józefa); w sąsiedztwie funkcjonowało przykościelne leprozorium, potem przytułek dla kobiet. W 1776 roku, na polecenie Fryderyka II Wielkiego Carl Gotthard Langhans zaprojektował i wybudował w południowej części Ołbina, w okolicy skrzyżowania dzisiejszych ulic Sienkiewicza i Świętokrzyskiej, „bramę Fryderyka”. Budowla ta po 1820 służyła jako schronienie dla biednych, aż w 1858 zdecydowano się ją rozebrać. W połowie XIX wieku w bezpośrednim sąsiedztwie kościoła św. Michała (na południe) przy dzisiejszym skrzyżowaniu ulic Matejki i Prusa funkcjonowała huta szkła. Na północ od kościoła, w Nowej Wsi Polskiej w rejonie dzisiejszego skrzyżowania Barlickiego i Orzeszkowej znajdował się „Ogród Ludowy” (Der Volks Garten), zaś ścieżka wiodąca z miasta do tego Ogrodu, częściowo pokrywająca się z dzisiejszą ulicą Edyty Stein, nosiła (1873) nazwę Fussweg nach dem Volks Garten („ścieżka do Ogrodu Ludowego”). W osiedlu Ołbin urodziła się w 1891 i wychowywała św. Teresa Benedykta od Krzyża; jej dom rodzinny przy ul. Nowowiejskiej zamieniony jest w muzeum. W II połowie XIX wieku powstała Wrocławska Spółdzielnia Konsumencka, która stała się zalążkiem funkcjonującej do niedawna przy skrzyżowaniu Sienkiewicza ze Świętokrzyską (naprzeciw Muzeum Przyrodniczego i Ogrodu Botanicznego) piekarni „Mamut”, przez wiele lat największej w Europie wytwórni pieczywa i makaronu. Obok piekarni funkcjonował w II połowie XIX wieku Instytut Głuchoniemych, a jeszcze nieco dalej na wschód – założony dzięki zapisowi testamentowemu hr. von Sedlnitzky’ego w 1872 Ewangelicki Konwikt Teologiczny „Johanneum”. W latach 1902–1904 przy ul. Prusa (Lehmdamm) na południe od Parku St. Tołpy postawiono okazały wspólny budynek Królewskiej Szkoły Rzemiosł Budowlanych i Wyższej Szkoły Budowy Maszyn (Königliche Bau-Gewerk-Schule und Maschinen-Bau-Schule). Projektantami budynku oraz zabudowań towarzyszących – domu dyrektorów, sanitariatów dla uczniów i laboratorium maszyn – byli architekci miejscy Richard Plüddemann i Karl Klimm. Po roku 1945 w budynku tym znalazł sobie miejsce Instytut Botaniczny Uniwersytetu Wrocławskiego, później Politechnika Wrocławska z jej Wydziałem Łączności (przemianowanym w 1966 na Wydział Elektroniki); wybudowany na tej samej działce (z wejściem od ul. Rozbrat) dawny dom dyrektorów zajęła Akademia Rolnicza; znajdowała się tam m.in. pracownia prof. Tołpy.
Osiedle w obecnym kształcie zabudowane jest gęsto, głównie kamienicami z przełomu XIX i XX wieku. Podczas oblężenia Festung Breslau w 1945 jego zabudowa nie uległa aż tak poważnym zniszczeniom, jak niektóre inne rejony miasta (np. jak sąsiadujący z Ołbinem plac Grunwaldzki). Dlatego wciąż tak liczne są tu stuletnie kamienice, które w niektórych tylko miejscach ustępują zabudowie z końca XX i początków XXI wieku, a jednym z przykładów takiej zabudowy jest zespół budynków mieszkalno-usługowych przy ulicy Górnickiego z lat 60. XX wieku. Zaliczane jest do Śródmieścia, w 1991 wydzielono zeń osobne osiedla Nadodrze (na zachodzie) i Plac Grunwaldzki na południu. Obecnie graniczy z Kleczkowem i Nadodrzem (na zachodzie), Starym Miastem i placem Grunwaldzkim (na południu), przez Starą Odrę z Zaciszem (na wschodzie) i – również przez Starą Odrę – z Karłowicami (na północy). Według szacunków Rady Miasta Wrocławia z 2004 roku Ołbin zamieszkuje około 41,1 tysięcy osób.